# Sekip Hilir
Sekip Hilir is een bestuurslaag in het regentschap Indragiri Hulu van de provincie Riau, Indonesië. Sekip Hilir telt 4967 inwoners (volkstelling 2010).